# Antoine-Marie-René de Terrier de Monciel
Antoine-Marie-René, marquis de Terrier de Monciel, né le 12 août 1757 à Dole et mort le 29 août 1831 à Semsales, est un homme politique français.

## Biographie
Son père (+ 1771)  avait été diplomate en Allemagne. Officier sous l'Ancien Régime, puis président du Directoire du département du Jura et maire de Dole en 1790, il fut nommé ministre de l'Intérieur en juin 1792. Il émigre en Suisse après le 10 août 1792. Rentré en France en l'an XII, il vécut dans une profonde retraite au château du Deschaux dans le Jura.